# Cousinia stapfiana
Cousinia stapfiana là một loài thực vật có hoa trong họ Cúc. Loài này được Freyn & Sint. ex Freyn mô tả khoa học đầu tiên năm 1894.